# Шарлотта Пер'ян
Шарлотта Пер'ян (фр. Charlotte Perriand; 24 жовтня 1903, Париж — 27 жовтня 1999, Париж) — французька архітекторка та дизайнерка.

## Біографія

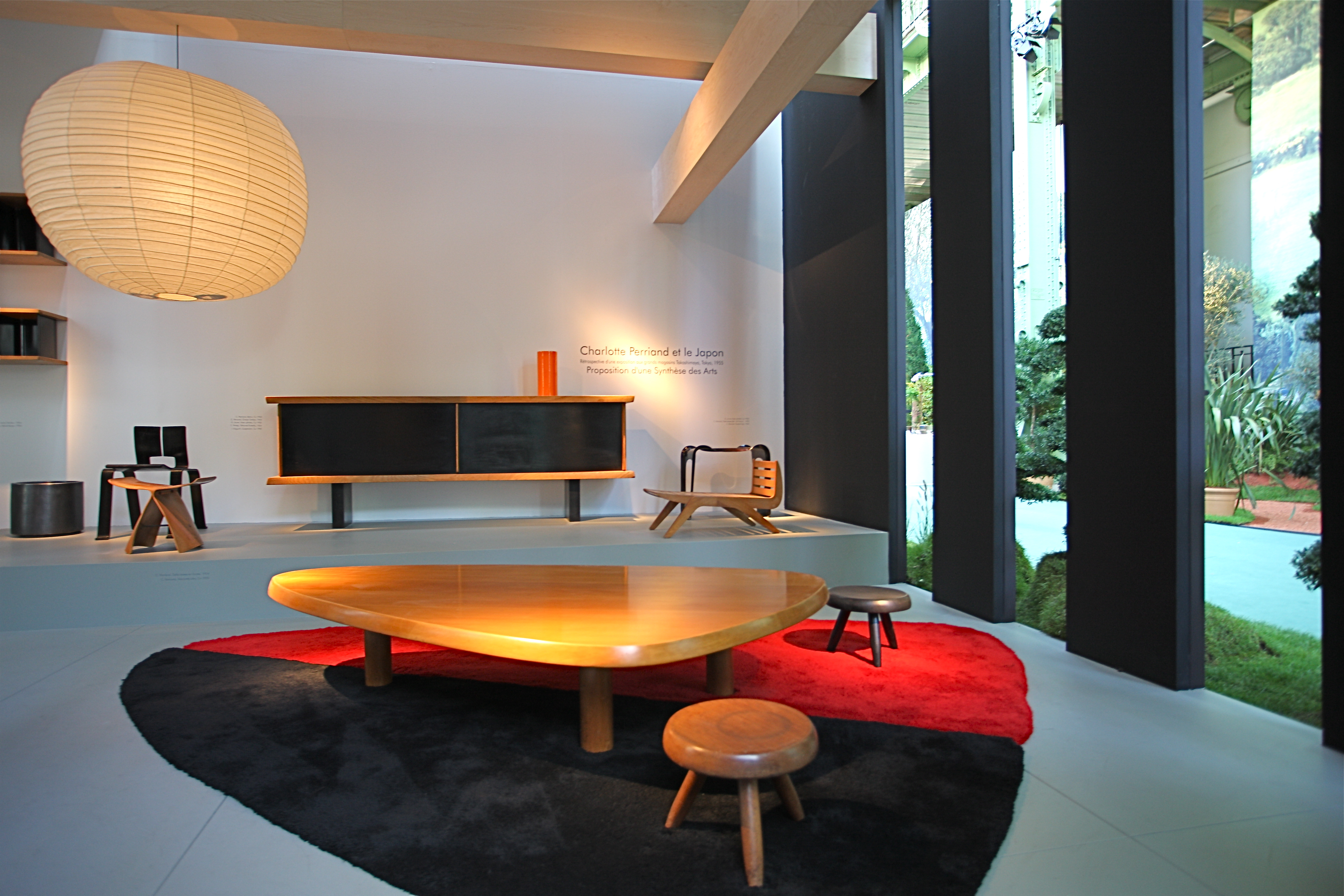
Інтер'єр, розроблений Пер'ян з виставки у Великому палаці «Шарлотта Пер'ян та Японія»

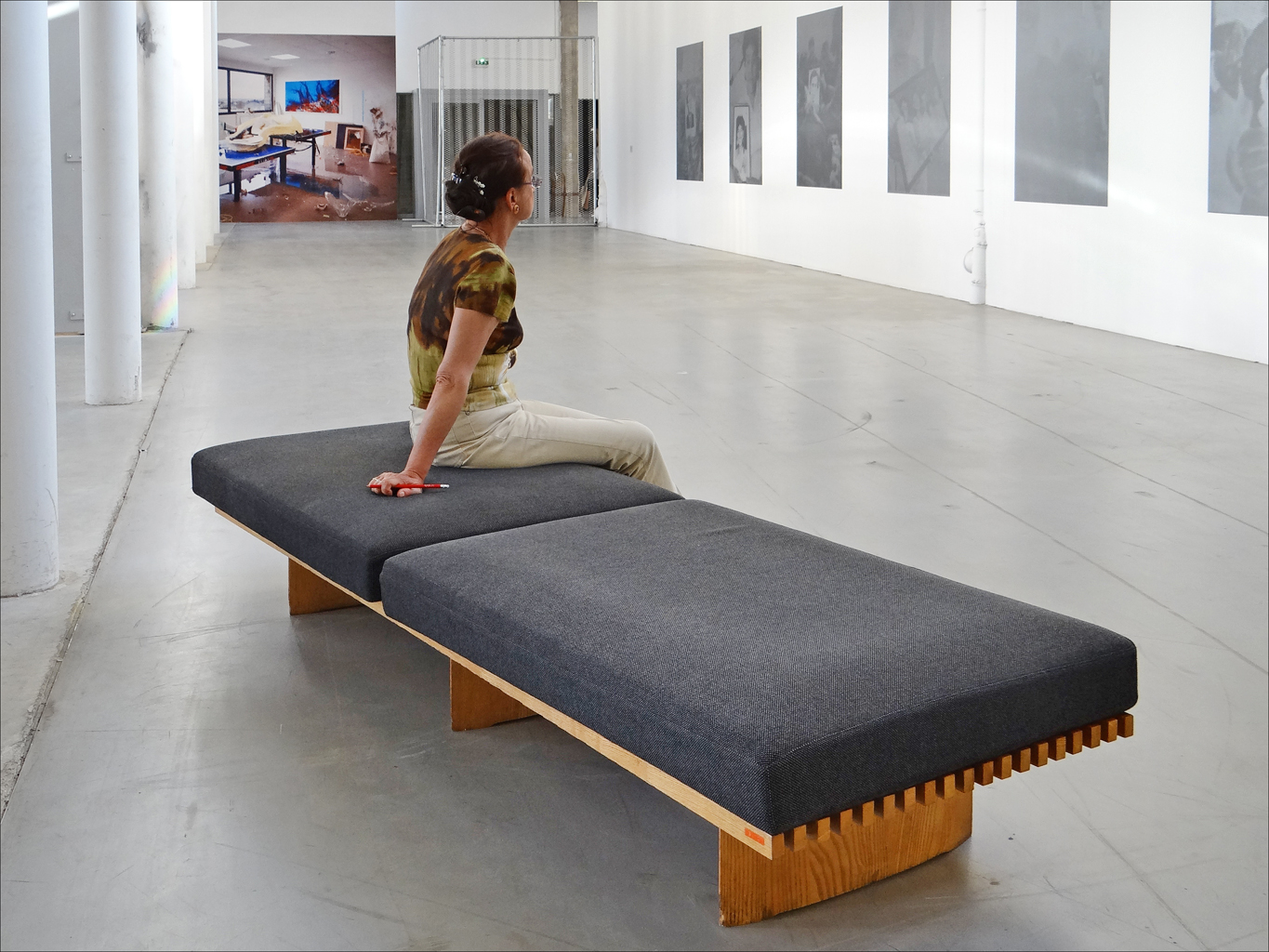
Банкетка з Токійського палацу

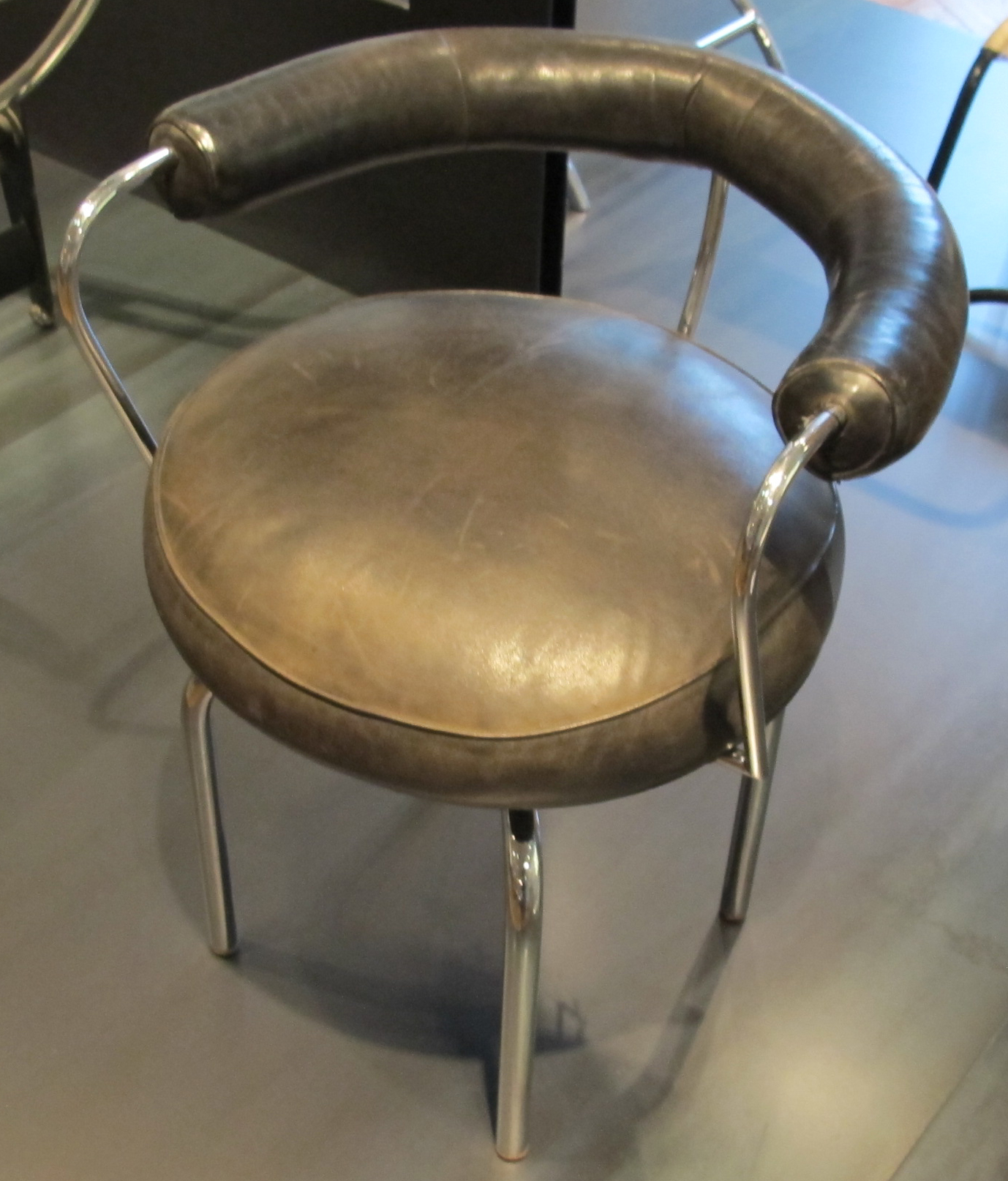
Сидіння (1927), Музей декоративно-вжиткового мистецтва, Париж

Шарлотта Пер'ян вивчала архітектуру інтер'єру в школі декторативно-вжиткового мистецтва при паризькому «Товаристві художників-декораторів» під керівництвом відомого художника та дизайнера Анрі Рапена. 1927 року вона виставила в Осінньому салоні виконаний нею бар із зігнутих куточків міді й алюмінію. Ця одна з перших робіт Шарлотти Пер'ян одержала позитивну оцінку критиків. У тому ж році починається її 10-річна співпраця з Ле Корбюзьє та П'єром Жаннере в їхньому знаменитому ательє на Рю-де-Севр, 35.
У 1940–1946 роках Шарлотта Пер'ян працювала в Японії. Тут вона опанувала традиційні методи оформлення японського інтер'єру та поєднувала їх з сучасними елементами дизайну. Насамперед це стосується меблів з бамбука, які спроєктувала Пер'ян.
Після повернення до Франції Пер'ян працювала над великими проєктами для офіційних органів та приватних корпорацій — таких, як Air France або відомий виробник меблів, італійська фірма «Cassina S.p.A.».
15 жовтня 2009 року книжкову шафу, створену в 1950 році за проєктом Пер'ян, було продано на аукціоні «Phillips de Pury» в Лондоні за 151250 фунтів стерлінгів.